# Нагляд (польський фільм)
«Нагляд» (пол. Superwizja) — польський науково-фантастичний фільм 1990 року на основі робіт Джорджа Орвелла та Олдоса Гакслі. Слово «Нагляд» — означає телевізийний наркотик, спробувавши який жодна людина не має бажання повертатися до реального життя.

## У ролях
- Ян Новицький − Роберт Морен
- Мажена Трибала − Анна, колишня дружина Роберта
- Єжи Биньчицький − Ришард Едман, власник «Нагляду»
- Ян Енглерт − Йоахім
- Маріан Опаня − Куба
- Бронислав Павлик − професор Келлер
- Малгоржата Пйорун − донька Келлера
- Жоанна Жолковська − Марта, співробітниця Келлера
- Теодор Гендера − бармен
- Януш Новицький − Макс, колишній телепродюсер
- Гжегош Гєрак − розповсюджувач «Нагляду»
- Тадеуш Ганусек − чоловік у капсулі
- Мацей Козловський − розповсюджувач «Нагляду»
- Анджей Масталеж − кінопрацівник